# Генерал від інфантерії

Погон генерала від інфантерії Російської імперії

Генера́л від інфанте́рії — військове звання і чин в Російській Імперії в 1796—1917 рр. Вищий генеральський ранг у піхотних військах, передбачений «Табеллю про ранги» 1722, до кінця XVIII століття що замінювався загальним чином генерал-аншефа.
На флоті відповідав чинам адмірала і дійсного таємного радника
Звання введено імператором Павлом I 29 листопада 1796. Відповідав II класу «Табелі про ранги» із зверненням «Ваше високопревосходительство».
Генерал від інфантерії за посадою міг бути генерал-інспектором піхоти, командувачем військами військового округу, керувати крупними військовими з'єднаннями (корпусом, армією, фронтом).
Чин скасовано 16 (29) грудня 1917 декретом Ради Народних Комісарів «Про зрівняння всіх військовослужбовців в правах».